# Китайски театър на Грауман
Китайският театър на Грауман (на английски: Grauman's (Mann's) Chinese Theatre) е кинотеатър с 1162 места, намиращ се на Холивуд булевард, Лос Анджелис.
Зданието е построено през 1927 г. от импресариото Сид Грауман. В кинотеатъра традиционно се провеждат премиери на много холивудски филми.
На площадката, непосредствено пред кинотеатъра, се простира знаменитата Холивудска Алея на славата, където в цимента са съхранени отпечатъци от ръцете и/или краката на много кинозвезди, избрани (за разлика на тези по Алеята на звездите), от собственика на театъра.
В преддверието на Китайския театър на Груман отпечатъци са положили:
- Чарли Чаплин
- Мери Пикфорд
- Дъглас Феърбанкс
- Мерилин Монро
- Клинт Истууд
- Ал Пачино
- Даниъл Радклиф
- Рупърт Гринт
- Ема Уотсън
- легендарната немска овчарка-актьор Рин Тин Тин.

През септември 2007 година кинотеатърът е закупен от „CIM Group“ - компания, която е най-големият владетел на търговска недвижимост в Холивуд.